# Baicaleina
La baicaleina (5,6,7-triidrossiflavone) è un flavone, un tipo di flavonoide, originariamente isolato dalle radici di Scutellaria baicalensis e Scutellaria lateriflora. È stata anche rinvenuta nel in Oroxylum indicum (tromba indiana) e Thyme.  È l'aglicone della baicalina. La baicaleina è uno degli ingredienti attivi di Sho-Saiko-To, un integratore a base di erbe cinese che si ritiene possa migliorare la salute del fegato.
La baicaleina, insieme alla sua analoga baicalina, è un modulatore allosterico positivo del sito benzodiazepinico e/o un sito non benzodiazepinico del Recettore GABA A.  Visualizza la selettività dei sottotipi per i recettori GABA A contenenti subunità α2 e α3. In accordo con ciò, la baicaleina mostra effetti ansiolitici e miorilassanti nei topi senza incidenza di sedazione.
Si pensa che la baicaleina, insieme ad altri flavonoidi, possa essere alla base degli effetti ansiolitici di S. baicalensis e S. lateriflora. La baicaleina è anche un antagonista del recettore degli estrogeni o un antiestrogeno.
È stato dimostrato che il flavonoide inibisce alcuni tipi di lipossigenasi e agisce come un agente antinfiammatorio.  Ha effetti antiproliferativi sulla proliferazione indotta dall'ET-1 della proliferazione delle cellule muscolari lisce dell'arteria polmonare attraverso l'inibizione dell'espressione del canale TRPC1. Ricerche sugli animali hanno attribuito alla baicaleina possibili effetti antidepressivi.
La baicaleina è un inibitore del CYP2C9, un enzima del sistema del citocromo P450 che metabolizza i farmaci nel corpo.
Un derivato della baicalina è un noto inibitore dell'endopeptidasi prolilica.
La baicaleina ha dimostrato di inibire la formazione di biofilm di Staphylococcus aureus e il sistema di rilevamento del quorum in vitro.
È stato anche dimostrato di essere efficace in vitro contro tutte le forme di Borrelia burgdorferi e Borrelia garinii.

## Glicosidi
La tetuina è il 6-glucoside della baicaleina.